# Guntorp
Guntorp is een plaats in de gemeente Mariestad in het landschap Västergötland en de provincie Västra Götalands län in Zweden. De plaats heeft 57 inwoners (2005) en een oppervlakte van 16 hectare. Guntorp wordt omringd door zowel landbouwgrond als bos en vlak langs de plaats loopt de rivier de Friaån en een klein stukje verder naar het oosten loopt/stroomt het Götakanaal en net ten noorden van Guntorp loopt de Europese weg 20. De stad Mariestad ligt zo'n twintig kilometer ten zuidwesten van het dorp.